# خانه کربلایی محمد علی بیگ
خانه کربلایی محمد علی بیگ مربوط به اواخر دوره قاجار است و در شهرستان خوسف، روستای  نوغاب    کشور جمهوری اسلامی ایران واقع شده و این اثر در تاریخ ۲۵ اسفند ۱۳۷۹ با شمارهٔ ثبت ۳۴۷۴ به‌عنوان یکی از آثار ملی ایران به ثبت رسیده است.